# Dimitris Minasidis
Dimitris Minasidis (ur. 29 kwietnia 1989 w ZSRR) – cypryjski sztangista, olimpijczyk, reprezentant letnich igrzysk olimpijskich w Pekinie (2008), wicemistrz Europy.
Największym jego sukcesem był srebrny medal mistrzostw Europy w 2012 roku. Startując w kategorii wagowej do 62 kg osiągnął 288 kg w dwuboju.
W 2014 roku na Igrzyskach Wspólnoty Narodów zdobył złoty medal (z wynikiem 276 kg) w kategorii 62 kg.